# Rabí
Rabí è una città della Repubblica Ceca facente parte del distretto di Klatovy, nella regione di Plzeň.
L'insediamento ha ottenuto lo status di città con il decreto del Presidente della Camera dei deputati n. 73 del 1º aprile 2010.

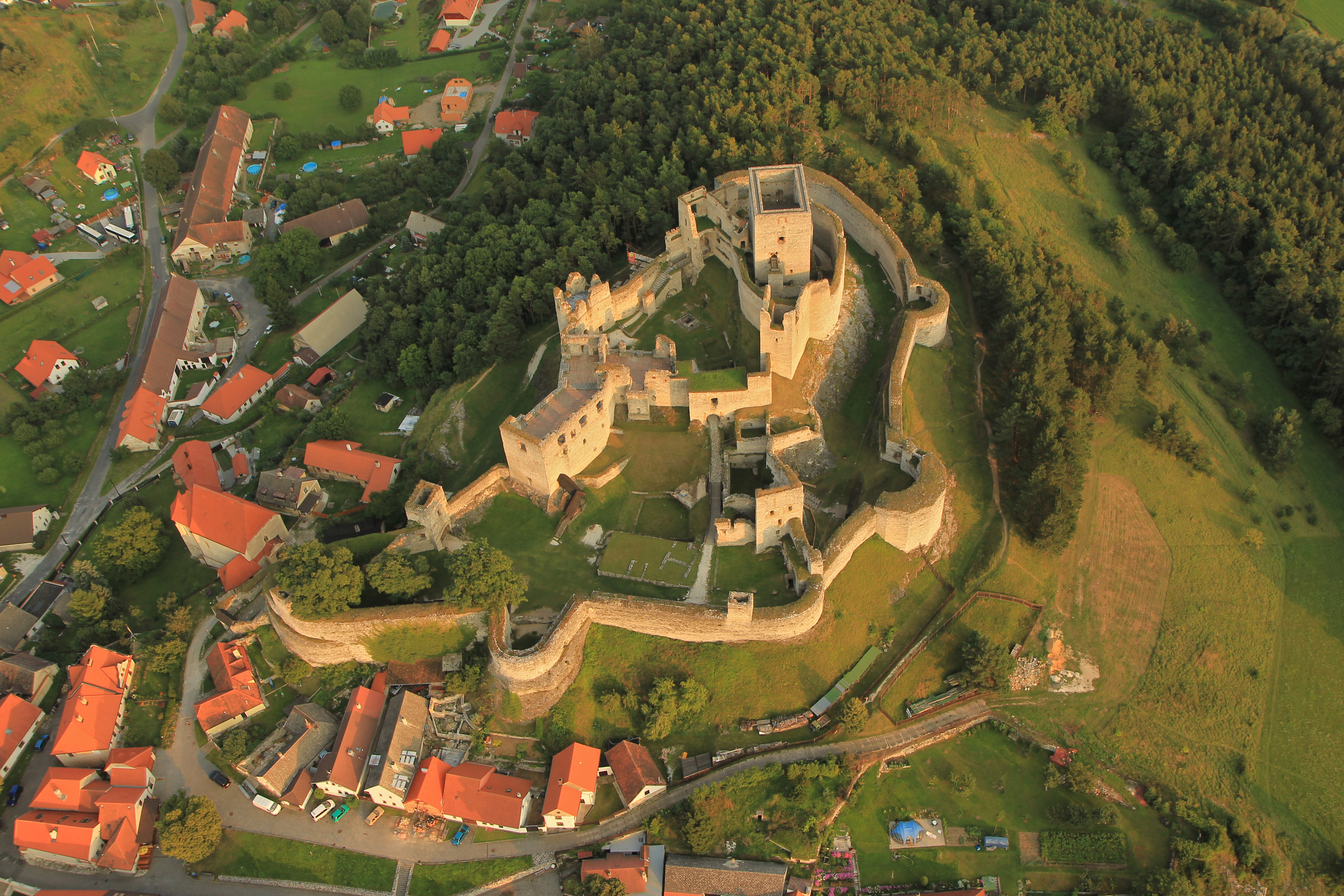
Le rovine del castello riprese dall'alto

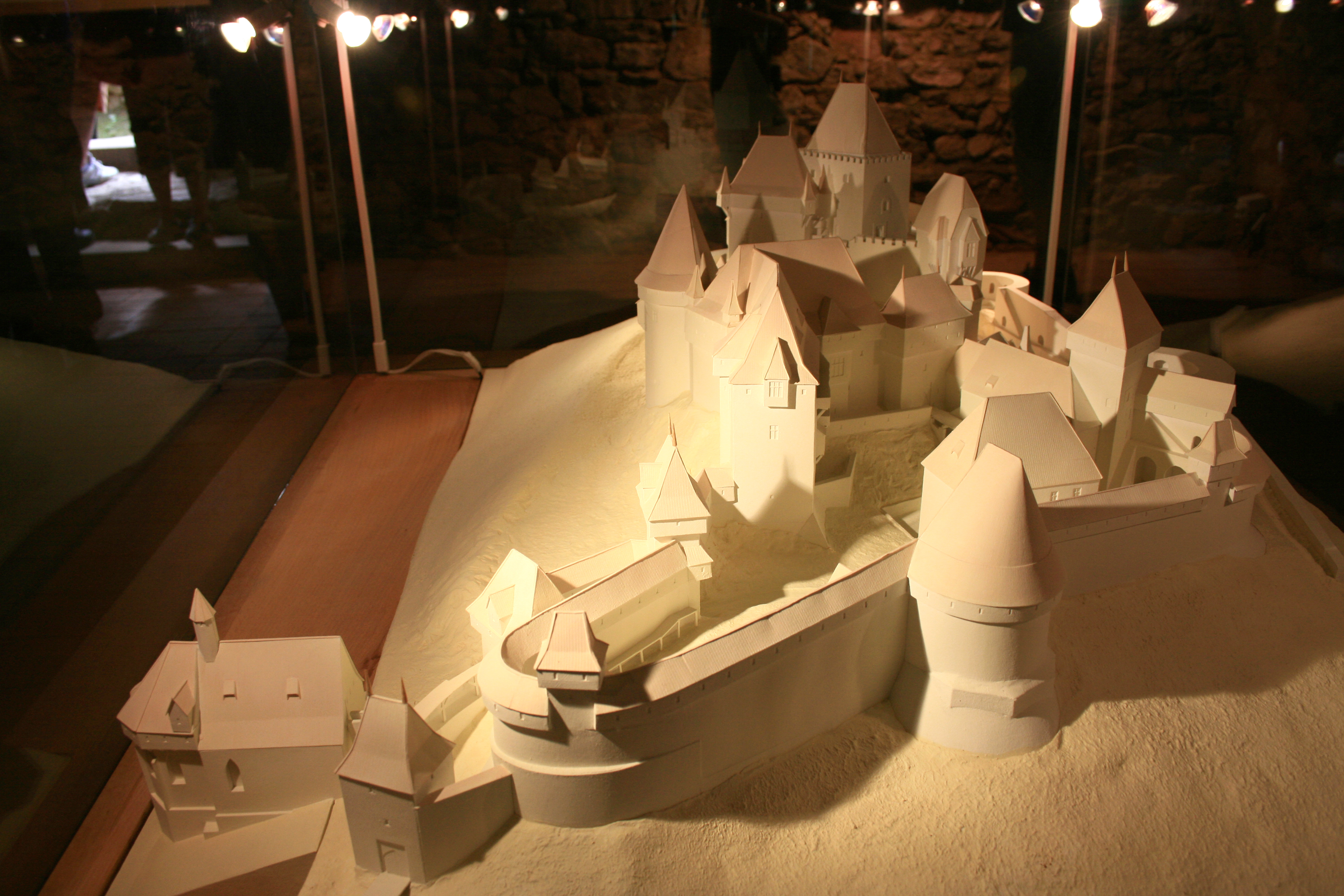
Ricostruzione del castello al tempo della sua massima espansione

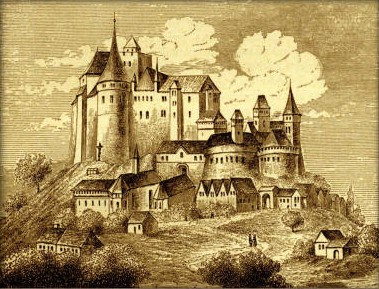
Il castello di Rabí in una stampa del 1708

## Le rovine del castello
Si tratta del castello più grande (per superficie) di tutta la Boemia, sebbene oggi sia ridotto in rovine.
La fortezza venne fondata nel XIV secolo e fu più volte ricostruita.  Venne gravemente danneggiata dagli hussiti, comandati da Jan Žižka, durante le guerre che opposero i riformati boemi ai crociati cattolici.
Nel 1479 il governatore della provincia, Půta Švihovský di Rýzmberk, entrò in possesso del complesso e diede inizio ad un radicale rifacimento del castello sotto la direzione del famoso architetto Benedikt Rejt.  Furono realizzati nuovi edifici residenziali e di servizio, il castello fu ampliato e le fortificazioni elevate in altezza.  Ai tempi di Půta Švihovský il castello divenne anche teatro di molti esperimenti di alchimia; un alchimista tedesco che aveva fallito nel tentativo di trasformare il piombo in oro venne imprigionato nella massiccia torre prismatica; anche tre donne furono murate vive dallo stesso Půta Švihovský per avere istigato sua moglie contro i suoi fratelli.  Suo figlio, infine, vendette il castello nel 1549.
Dopo altri passaggi di proprietà, il castello fu infine abbandonato e gravemente saccheggiato nel XVII secolo (soprattutto durante la guerra dei trent'anni), finendo per diventare una riserva di materiale da costruzione per i contadini dei dintorni.  Nel 1920 gli ultimi proprietari privati (la famiglia Lamberk) donarono il castello allo Stato cecoslovacco.
Sono accessibili al pubblico gli spazi del Palazzo Reale, i resti delle scuderie e del castello superiore, con il belvedere in cima al maschio.